# マツダ・MPV
MPV（エムピーブイ） は、マツダが製造・販売していたミニバンタイプの乗用車である。

## 概要
同社のロードスター同様、自動車のスタイルの呼称をそのまま車名に用いている車種である。なお3代目は日本国外向け（中国・東南アジアなど）の車名がマツダ8（Mazda 8）となり、北米には間接的な後継車種としてクロスオーバーSUVのCX-9が投入された。

## 初代 LV系（1988年-1999年）
駆動方式はFR。プラットフォームはルーチェ用のマツダ・LVプラットフォームをベースにしているが、リアサスペンションは固定軸式である。初期モデルのリアドアの窓は固定式で開閉出来なかった。変速機は後に追加される多くのグレードも含めてコラム式4速オートマチックのみであった。ミニバンというよりクロスオーバーSUVというカテゴリに分類される車である。
日本仕様は当初、エンジンはV6・3Lの本革仕様のみで車両本体価格は355万円。モノグレードでボディカラーも1色のみ、通常とツートン設定のみだった。マツダはミニバンとは呼ばず、「新しいカテゴリーの多目的高級サルーン」と呼んでいた。

### 年表
- 1988年 - 北米向け専用車として生産開始。
- 1990年1月 - 国内販売開始。
- 1991年10月 - マイナーチェンジで日本仕様のみアンフィニMPV(εfini MPV)へ改称。アンフィニ店専売車種になる。

フロントグリルを変更したほか、従来の「本革シート仕様」に加え、「ファブリックシート仕様」2グレードを設定した。高級車といわれる位置から一般的に進化するのはここからであった。
- 1993年8月 - 一部変更。

装備内容の見直しにより価格が改訂され、「ファブリックシート仕様 Bタイプ」は32.8万の大幅値下げを実施。一方で、「ファブリックシート仕様 Aタイプ」と「本革シート仕様」は値上げとなった。
- 1994年
  - 2月 - 「ファブリックシート仕様 Bタイプ」をベースにした特別仕様車「タイプBセレクションII」を発売。
  - 8月 - マイナーチェンジ。標準グレードの「タイプB」、強化サスペンションを採用した「タイプBツーリング」、充実装備の「タイプR」の3グレードとなった。
- 1995年10月 - マイナーチェンジ。

フロントバンパーが延長され、全長が200mm延長。フロントグリル及びヘッドライトの変更。バックアップランプの位置をバンパーからバックドアに変更され、インパネデザインも大幅変更。リアドアウィンドウも開閉式（巻き上げ式）に改められ、サイドピラーが追加された。
グレード体系も大幅に拡大され、2-3-3シートレイアウトを持つ8人乗り仕様、MPV初のディーゼルエンジンである2.5L WL型搭載車を設定。並びに4WD車も初めて追加された（ただしディーゼルエンジンのみ）。センターデフロック機構と二輪駆動から四輪駆動へ走行中に切替が可能なスーパーデュアル4WDが搭載され、さらに最低地上高が引き上げられたグランツシリーズ4グレードも追加された。これにはフォグランプステー、サイドステップなどが取り付けられるのみならず、三菱・パジェロなどの本格SUVでしか見られなかった傾斜計、方位計、外気温度計までオプションで用意されていた。
- 1996年10月 - 特別仕様車「タイプGリミテッド」を発売。

メッキグリル、リアスポイラー、ルーフレール、アルミホイールを装備した。2.5L直4ガソリンエンジン車、2.5Lディーゼルエンジン・2WD車、2.5Lディーゼルエンジン・4WD車（グランツ）、3.0Lガソリンエンジン車の4グレードを設定した。
- 1997年
  - 5月 - 特別仕様車「タイプGスペシャル」を発売。ブライトフロントグリル、リアスポイラー、ルーフレール、ABSを装備した。グレード体系は前述の「タイプGリミテッド」と同じく4グレードを設定。
  - 11月25日 - 一部改良[1]。アンフィニ店の廃止に伴い車名が再び「マツダMPV」に戻され、ブランドマークもマツダの新CIマークに変更された。新たに「タイプG」・「グランツ タイプG」をベースにロングルーフレール、ダークティンテッドガラス、ルーフスポイラーなど、上級グレードに搭載される装備品の一部を装備した「タイプG-L」、「グランツ タイプG-L」を追加。さらに、4W-ABSやキーレスエントリー（後者は「グランツ タイプV」及び「タイプG」の2.5Lガソリン車を除く）、フロントUVカットガラス、リアヒーター（「タイプG」の2.5Lガソリン車を除く）の標準装備や外内装のリファインを行った。
- 1998年6月24日 - 特別限定車「タイプG-セブン」を発売（700台限定販売）[2]。「タイプG-L」・「グランツ タイプG-L」をベースに、2列目シートをベンチ式からセパレート式に変更して7人乗りとし、最上級グレードの「タイプR」・「グランツ タイプR」で採用しているボディ同色ドアミラー、テールゲートプロテクター、カーボンファイバー調のインパネや専用5本スポークアルミホイールなどを装備した。
- 1999年
  - 5月[3] - 生産終了。在庫対応分のみの販売となる。
  - 6月 - 2代目と入れ替わる形で販売終了。

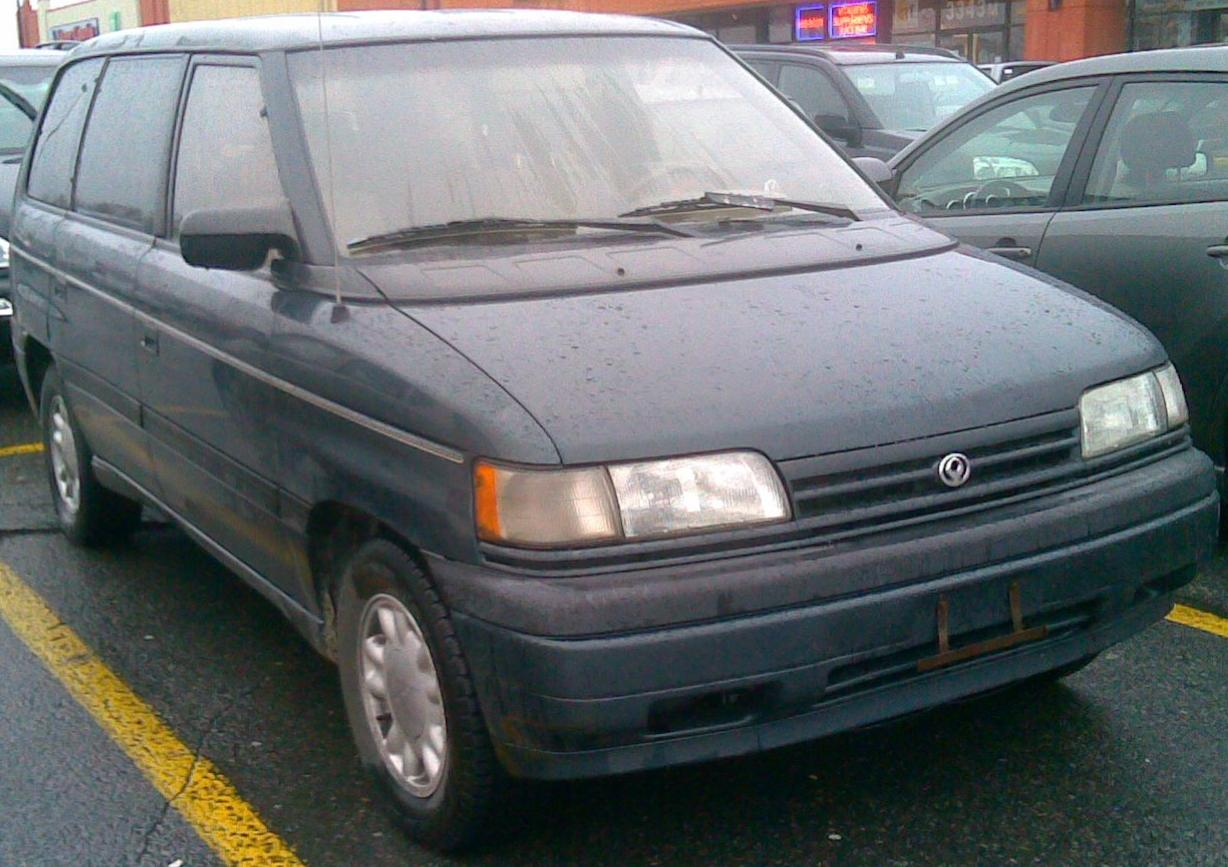
中期型（北米仕様）

## 2代目 LW系（1999年-2006年）
この代から駆動方式がFFとなる。リアドアはスイングドアから両側スライドドアとなり、エンジンは新開発の直4・2.0Lとフォード製のV6・2.5Lをラインアップした。プラットフォームはマツダ・LWプラットフォームを採用。セカンドシートにはベンチにもキャプテンにもなるKARAKURIシートが採用された。サードシートは床下格納式である。グレード体系は2.0Lの標準車と2.5Lの「Gパッケージ」・「スポーツパッケージ」・「Lパッケージ」の計4タイプとなった。ディーゼルエンジン、車軸式リアサスペンション等、本格SUVを意識した先代モデルとは大幅に異なり、典型的なミニバンスタイルとなった。
開発主査を手がけた丸本明は、2代目発表と同時に品質担当補佐と商品品質本部長へ昇進するとともに、マツダとしては史上最年少となる41歳（当時）にして取締役に就任。その後、2018年に代表取締役社長兼CEOに就任した。

### 年表
- 1999年
  - 1月4日 - 北米国際オートショーにMPVコンセプトを出品[5]。
  - 3月31日 - ニューヨーク国際自動車ショーで発表[6]。
  - 6月24日 - 北米での発売から11年を迎え、初のフルモデルチェンジを行う[7]。
  - 10月18日 - 特別仕様車「アーバンブレイク」を発売[8]。

2.0Lエンジン搭載の標準車をベースに、選べるオーディオシステム（CD・カセット・AM/FMラジオ又はAVナビゲーションシステムを選択可能）、ボディ同色アウタードアハンドル・サイドプロテクターモール、ダークティンテッドガラス（リアドア・クォーターウィンドー・リフトゲート）、ジャガードモケットのシート表皮、フロントシートアームレスト、運転席シートリフターを装備。
  - 11月24日 - 電磁ロック機構付きロータリーブレードカップリング式を採用した4WD車を追加（2000年1月20日発売）[9]。ラインナップは2WD車と同じだが、標準車は他の4WD車のグレードと同じV6-2.5Lエンジンとなる。
- 2000年
  - 6月22日 - 限定車「ブリーザ」を発売（1,000台限定販売）[10]。

標準車（2WD）をベースに、スポイラー（フロント・サイド・リアアンダー+リアルーフ）、フロントフォグランプ、15インチアルミホイール、ダークティンテッドガラス（リアドア・クォーターウィンドー・リフトゲート）、ボディ同色アウタードアハンドル・サイドプロテクターモール、CD・カセット・AM/FMラジオ・4スピーカー、ジャガードモケットのシート表皮、フロントシートアームレスト、運転席フロントチルト及びヒップポイントリフターを装備し、機能を充実させつつ価格を抑えた。
  - 8月22日 - 一部改良[11]。

2.0L車のラインナップを拡大。特別仕様車「アーバンブレイク」と限定車「ブリーザ」の好評を受け、両者を「アーバン ブレイク」と「アーバン ブレイク-S」としてカタロググレード化。既存グレードもアルデヒド除去機能付きエアフィルターを全車標準装備するとともに、「L」には16インチタイヤ&アルミホイール、フロントフォグランプ、ハイパワーアンプ&9スピーカーを、「スポーツ」にはCDデッキがそれぞれ標準装備され、2WD車は大型バッテリーと寒冷地用ワイパーモーターも装備し寒冷地仕様化された。
グレード名称が変更され、標準車は「B」、「Gパッケージ」は「G」、「スポーツパッケージ」は「スポーツ」、「Lパッケージ」は「L」にそれぞれ改められ、標準車の4WD車を廃止した。
  - 9月27日 - 限定車「＠NAVI（アットナビ）」を発売（4,000台限定販売）[12]。

「アーバン ブレイク（2.0L車）」、「スポーツ（2.5L車）」をベースに、マツダテレマティックス対応DVDカーナビ、光輝タイプアルミホイール、専用デザインキー&オーナメント、9スピーカーを装備した。
  - 12月19日 - 限定車 「アストラル」シリーズを発売（シリーズ合計4,250台限定販売）[13]。

「アーバン ブレイク」をベースに装備を充実した「アストラル」と内外装の質感を高めた「アストラルエレガント」、「アーバン ブレイク-S」をベースしたに若々しいスポーティー仕様の「アストラルスポーティー」の3グレードを設定。3グレード共に価格を同一とし、好みに応じて選択しやすくした。
- 2001年
  - 2月19日 - 「RJCベストミニバン賞」受賞を記念し、「スポーツ」をベースに16インチバフアルミホイール、ブライトドアミラー、本革シートなどを採用した最上級グレード「VS」を追加[14]。
  - 4月23日 - 限定車「＠NAVI SPORTS（アットナビ スポーツ）」を発売（9,500台限定販売）[15]。

「アーバンブレイクS」と「スポーツ」をベースに、マツダテレマティックス対応DVDナビゲーションシステム、パワーアンプ&ハイクオリティ9スピーカーシステム、専用シート&ドアトリム生地、本革ステアリング、撥水フロントドアガラス&撥水ドアミラー等を装備した。
  - 10月1日 - 「ジャイブ&ジュークシリーズ」4グレードを発売[16]。

AM/FM電子チューナー付CD/MDデッキやパワーアンプ&9スピーカーシステム（「アーバンブレイク」は4スピーカー）や撥水フロントガラス、撥水フロントドアガラス、撥水ドアミラーの標準装備、ビジュアル性能を高める3種類のメーカーオプションを設定した。
  - 10月15日 - 限定車「フィールドブレイク」を発売（6,500台限定販売）[17]。

「2.0ジャイブ&ジュークシリーズ アーバンブレイクS」、「2.5ジャイブ&ジュークシリーズ スポーツ」をベースに、アクティブなライフスタイルを表現する専用外観とディスチャージヘッドランプ、撥水加工シート、運転席&助手席折りたたみ式シートバックテーブル、オートクルーズコントロール（2.5L車のみ）などを装備した。
- 2002年
  - 4月16日 - マイナーチェンジ[18]。

エンジンを後にアテンザにも搭載される新開発のMZR型直4・2.3L、及びトリビュートに搭載されているMZI型V6・3.0Lにそれぞれ変更。また、V6・3.0Lはトランスミッションをマツダ車初の電子制御式5速ATに変更。「G」・「Sports」・「VS」のFF車には中期型最大の特徴である電動両側スライドドアをオプション設定に追加。さらに、フロントフェイスの変更やISO-FIX対応チャイルドシート固定専用アンカーの追加などを行った。グレード体系も「B（2.3L・FF車のみ）」・「G（2.3L車のみ）」・「Sports」・「VS（2.3L・4WD車、V6-3.0L車のみ）」の4グレードに整理した。
  - 8月1日 - プランニングから量産に至るまで5人の女性プロジェクトチームが関わり、女性目線で開発された特別仕様車「Sports F」を発売[19]。

具体的にはサンバイザーには半透明のスライドサンバイザーを追加し、小柄な方でも簡単に日差しを遮るようにしたほか、フューエルリッド（給油口）オープナーをインパネスイッチ部へ移設、右側セカンドシートに横スライド機能を追加、リアエアコンをリモコン付きフルオートタイプに、曇り止めスイッチを日本語表記に変更し、脱着式インパネアンダーボックス、スライドドア・アシストグリップ、リアパッケージトレイ、折り畳み式シートバックテーブルを装備した単なる"女性仕様"ではなく、ユニバーサルデザインの要素を取り入れたグレードである。
  - 12月18日 - ローダウンサスペンションや専用グロス塗装アルミホイール、ディスチャージヘッドランプ、本革巻ステアリング等を装備した特別仕様車「Aeroremix（エアロリミックス）」を発売[20]。
- 2003年10月7日 - マイナーチェンジ[21]。

ノーマルタイプとスポーティタイプとで異なるエクステリアデザインを採用し、インテリアも刷新。「KARAKURIシート」の改良、2.3L・FF車の走行性能向上やスポーティタイプのリアディスクブレーキの採用による制動性能向上等が行われた。なお、今回のマイナーチェンジで「Aeroremix」がカタロググレードに昇格され、「Sports」のV6-3.0L車を廃止した。
- 2004年
  - 4月 - 仕様変更。車両本体価格を消費税込の価格に変更。
  - 9月22日 - 一部改良[22]。

RX-8に先行採用されたリトラクタブルキーとイモビライザーを全車標準装備とした（イモビライザーは「B」を除く）。また、「Aeroremix」では17インチアルミホイール&タイヤを採用したほか、2.3L・FF車は「平成17年基準排出ガス50%低減レベル（☆☆☆）」認定を取得した。
- 2006年
  - 1月[23] - 生産終了。在庫対応分のみの販売となる。
  - 2月 - 3代目と入れ替わって販売終了。

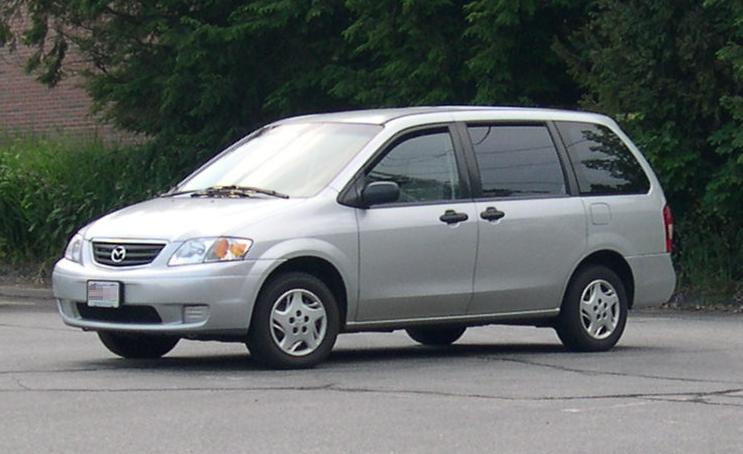
前期型 北米仕様（1999年6月 - 2002年4月）
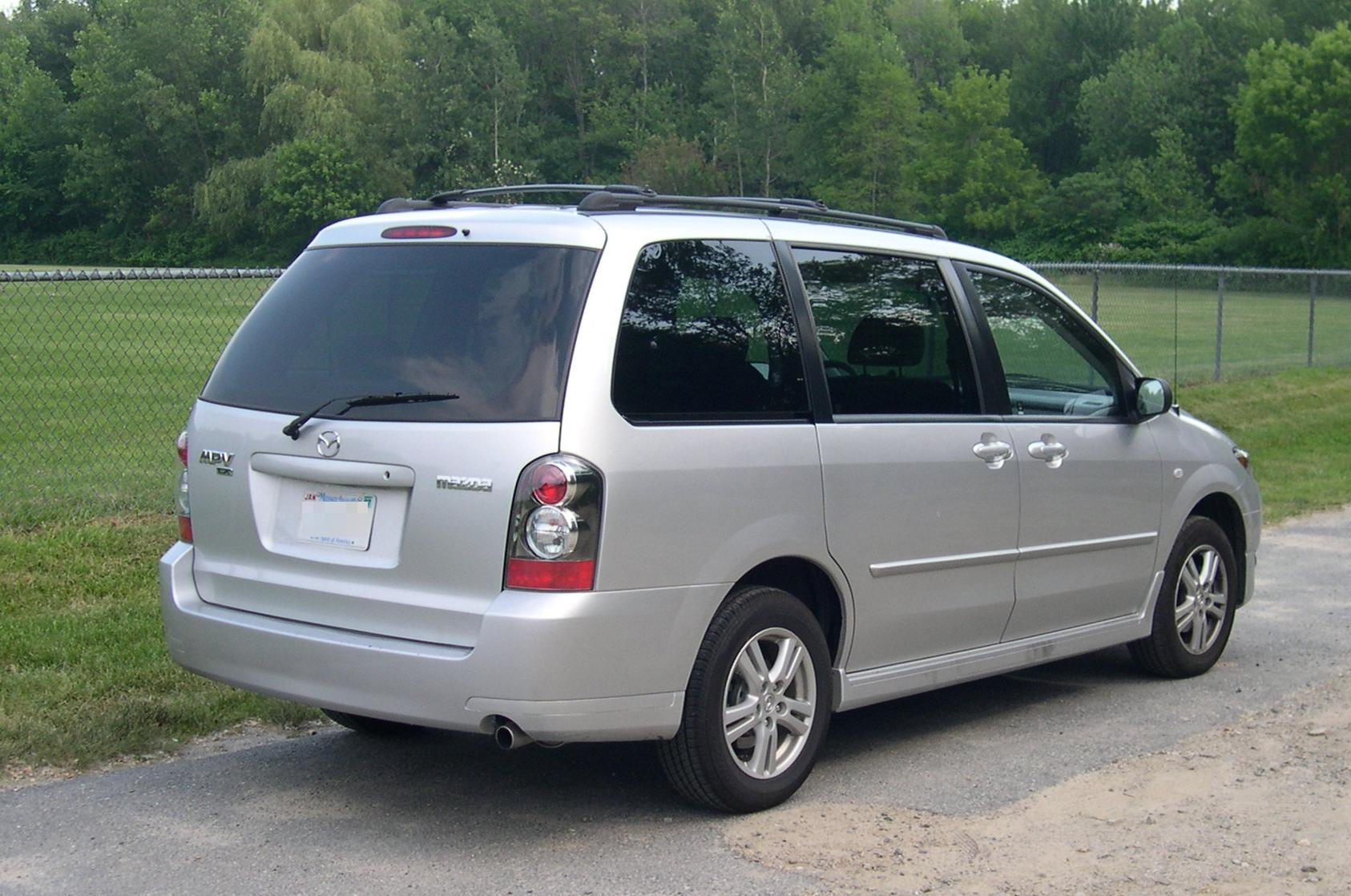
後期型リアビュー 北米仕様（2003年10月 - 2006年2月）
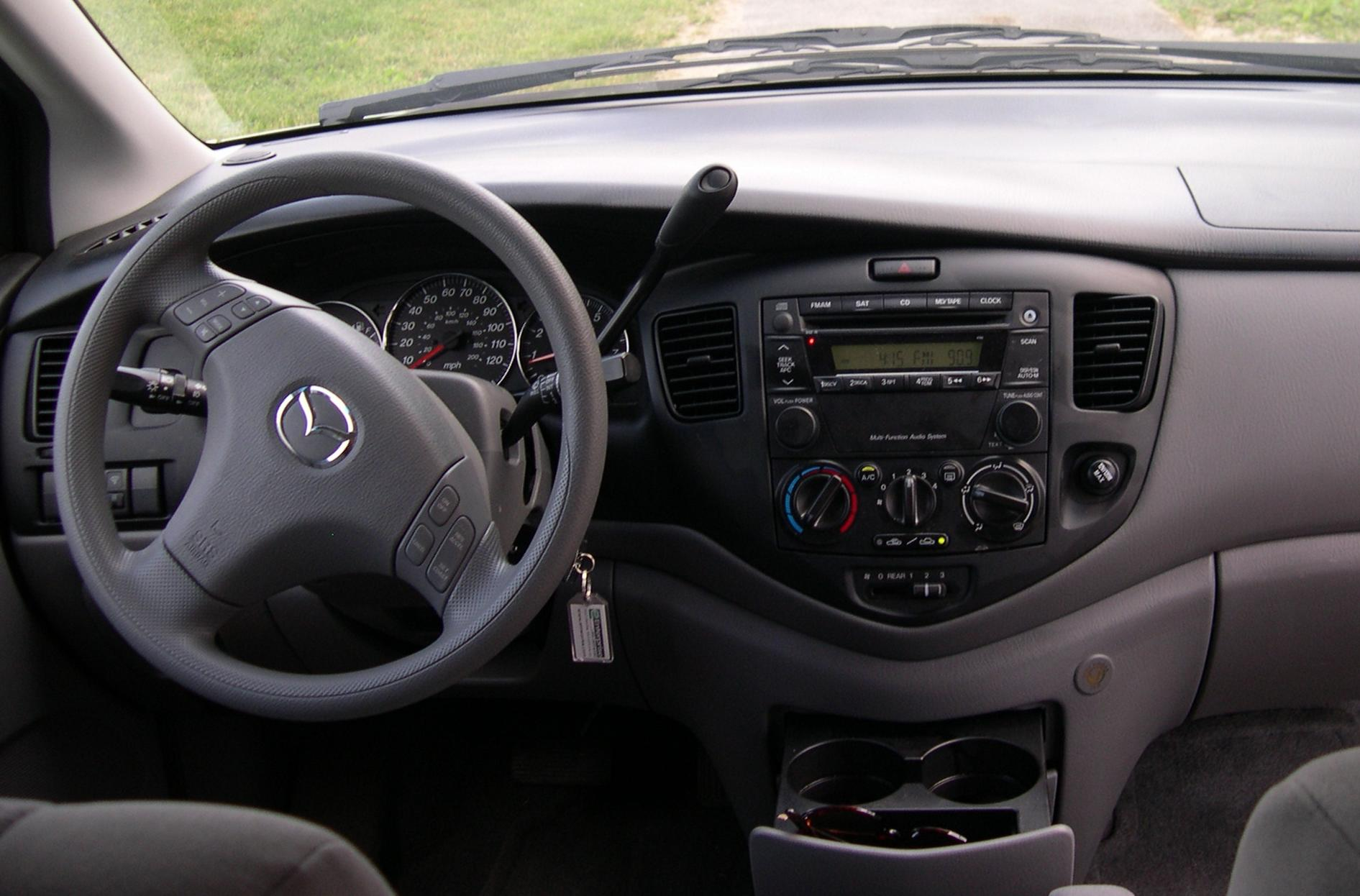
車内（北米仕様）

## 3代目 LY系（2006年-2016年）
キャッチコピーは「スポーツカーの発想で、ミニバンを変える」。目標月間販売台数は3,000台と発表されている。
エンジンはV6が廃止され、全車直4・2.3L化。自然吸気型、及び3.5L並みのトルクを発揮する「DISI」と呼ばれるガソリン直噴ターボエンジンとなった。ターボはCX-7と同じくトルク重視のチューニングとなっている。環境性能も大幅に強化されており、ターボ車を含む全車で「平成17年基準排出ガス75%低減レベル（☆☆☆☆）」及び「平成22年度燃費基準+5%」を達成。トランスミッションは4WDとターボが6AT、自然吸気のFFが4ATと組み合わされる。プラットフォームはマツダ・LYプラットフォームを採用。なお、プラットフォームの変更によりリアサスペンションが先代のトーションビーム式からマルチリンク式に変更された。
デザインコンセプトは、「刀の研ぎ澄まされた質感」である。先代に比べボディサイズは大型化され、全幅1,850mmは国産ミニバンでは最大となったが、最小回転半径は同じ5.7mにとどめた。乗車定員は全車8人乗りとなったが、セカンドシートには引き続きKARAKURIシートが採用されている。これは左右に分かれたキャプテンシートを中央に寄せることで、3人掛けを可能にしているため幅が狭く、中央に座る人のためのシートベルトは二点式となりヘッドレストはない。サードシートの格納方式は前倒し式に変更され、6:4分割格納が可能になった。5人乗車+ラゲッジモードでは5人分のゴルフバッグが積める広さを誇る。また、エクステリアデザインには「モダンアピアランスパッケージ」と「スポーツアピアランスパッケージ」の2種類が用意された。エルグランドが新型にスイッチされるまで、ミニバン最大の全長であった。
日本国外仕様のネーミングは今回から「マツダ8」となり、香港、シンガポール、マレーシアなどへ輸出されている。また、中国では一汽マツダによって現地生産が行われる。中国仕様車は2010年4月の北京モーターショーに出展され、同年11月27日に正式発表された。一方、北米での販売は打ち切られ、代わって3列シートクロスオーバーSUVのCX-9が後継車種として投入された。
またマツダ車で初めてテレマティクスサービスのマツダ G-BOOK ALPHAを採用（）。なお、発売は各グレード・仕様で異なり、NA・FF車（「23F」・「23C」・「23C Sporty Package」）は発表と同時に発売された。

### 年表
- 2005年10月19日 - 東京モーターショーに出品[27]。
- 2006年
  - 2月2日 - 発表。
  - 2月28日 - 生産累計100万台達成[28]。
  - 3月20日 - ターボ・FF車（「23T」）販売開始[26]。
  - 4月15日 - 4WD車販売開始[26]。
  - 10月3日 - 生産累計100万台達成を記念し、特別仕様車「23C スポーティパッケージ U Style」を発売[29]。

「23C スポーティパッケージ」をベースに、オプション装着率が高い電動両側スライドドアとスーパーリラックスシートを装備した。
  - 12月22日 - 特別仕様車「23C L Style」を発売[30]。

「23C」をベースに、専用ハーフレザーシート、黒木目調のパネル（ATシフト、フロントパワーウインドウスイッチ）、専用クロームメッキを使用したパーツ、本革巻ステアリング&シフトノブ、17インチアルミホイールなどを装備した。
- 2007年6月17日 - 関連会社のマツダE&Tが、カスタマイズモデル「Bright Stylish M'z Custom」を開発。発売開始[31]。
- 2008年1月15日 - マイナーチェンジ[32]。

フロントフェイスをよりスポーティで存在感のあるデザインに変更し、インテリアを変更。また、「23S」・「23T」の上級仕様として、サンドベージュ色の本革シート、シートヒーター（運転席/助手席）、運転席8Wayパワーシート、本革&木目調ステアリング、パワーリアゲート（イージークロージャー付）、サードシート電動復帰機構、ユーティリティパッケージ等を装備した「23S L Package」、「23T L Package」を新設。また、2WD車はアクティブマチックを採用した5速ATに変更した。なお、「23C Sporty Package」は廃止した。
- 2009年
  - マツダの本拠地である広島県の公用車に指定される。
  - 7月 - 仕様変更。ボディカラーの変更を行う。
- 2010年7月 - 仕様変更。

日本国内でのターボ車の設定を廃止し、グレード体系を「23S」と「23S L Package」の2グレード体制に。また、メーカーオプションの「マツダ G-BOOK ALPHA」を含めたナビゲーションなどの廃止、ステアリングホイールデザインの変更、17インチホイールのオプション化、ボディカラーの変更などを行った。
- 2012年11月 - 仕様変更。

3点式シートベルトを全席標準化し、ヘッドレストを3列目中央席にも設置。2列目を2人掛けに変更したことで乗員定員を7人に減らした。ボディカラーは「メトロポリタングレーマイカ」と入れ替えで「メテオグレーマイカ」を追加した。
- 2013年3月 - 仕様変更。

ボディカラーの入替を行い、「スパークリングブラックマイカ」・「カッパーレッドマイカ」を廃止する替わりに「ジェットブラックマイカ」と「ジールレッドマイカ」を追加した（同年5月より生産開始）。
- 2014年
  - 4月 - 消費税率の変更に伴い価格改定を実施。
  - 8月 - 一部改良（仕様変更扱い）。安全面が強化され、走行中の車両の横滑りを制御するDSC&TCSを全車標準装備した。
- 2016年
  - 2月 - 公式Webサイト上に販売店在庫のみの販売となっている旨が記載される。
  - 3月 - 販売終了。公式ホームページからも削除された。

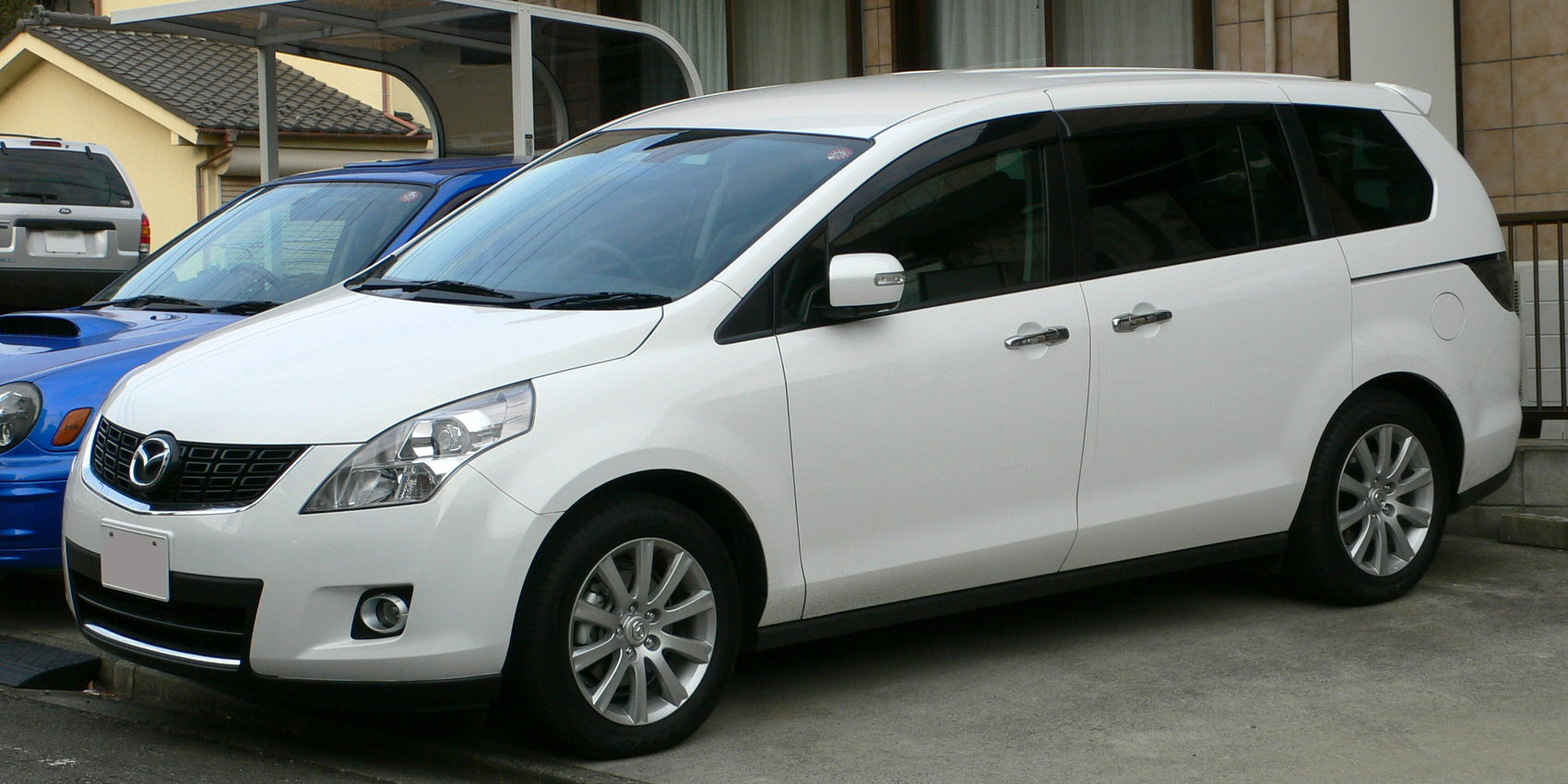
前期型モダンアピアランスパッケージ
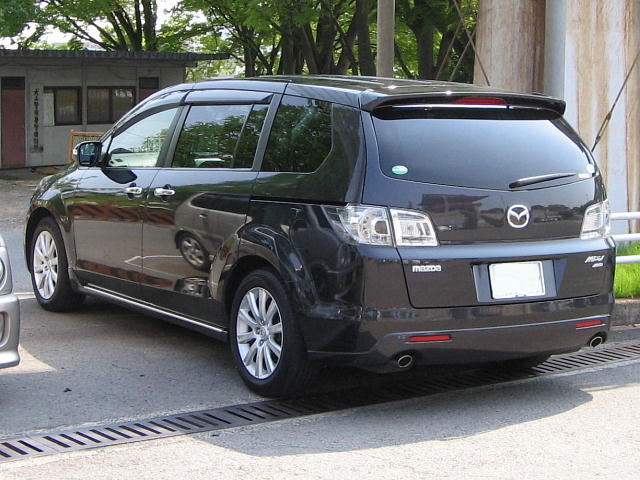
リア（前期型スポーツアピアランスパッケージ）
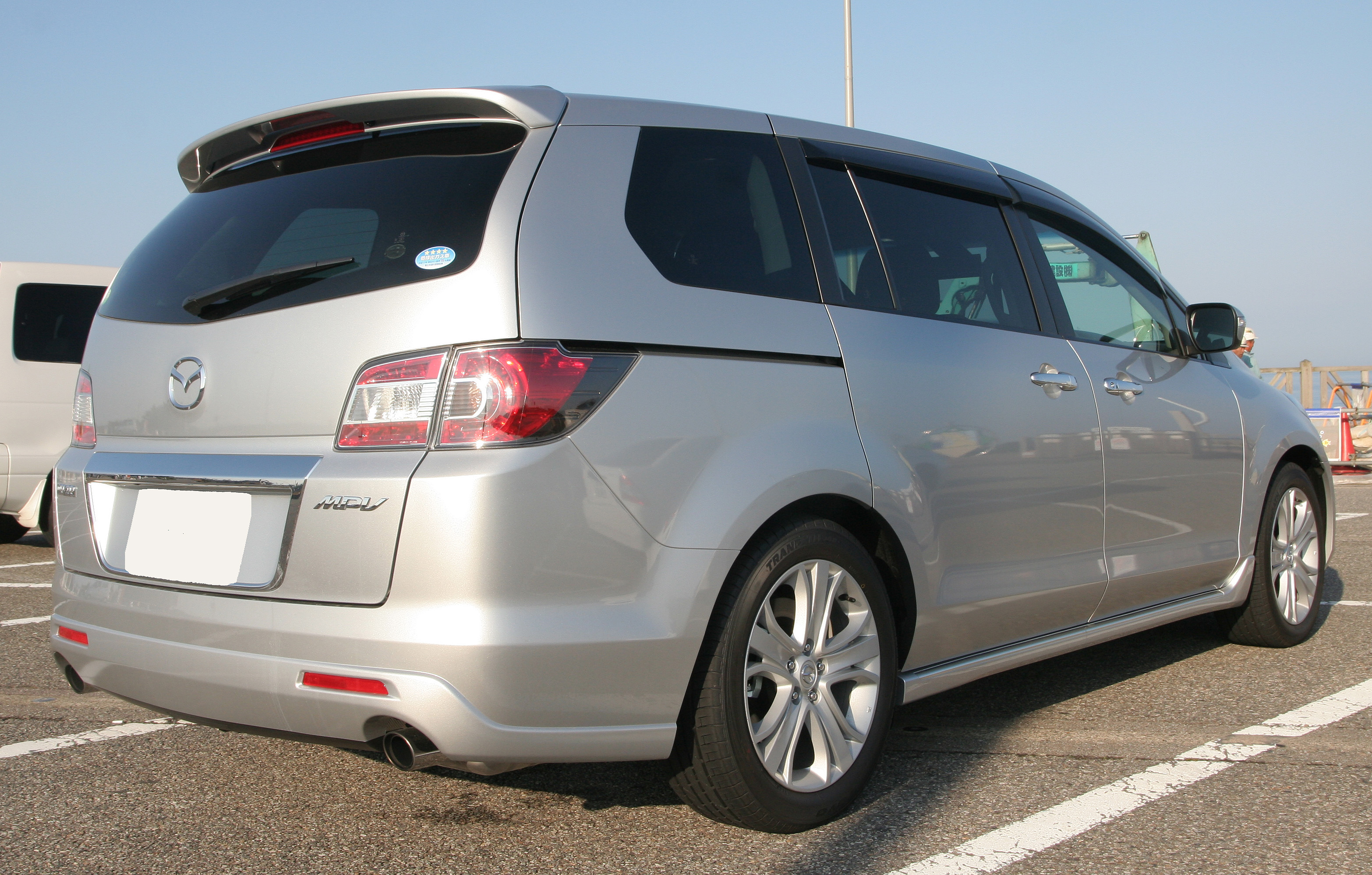
リア（後期型）
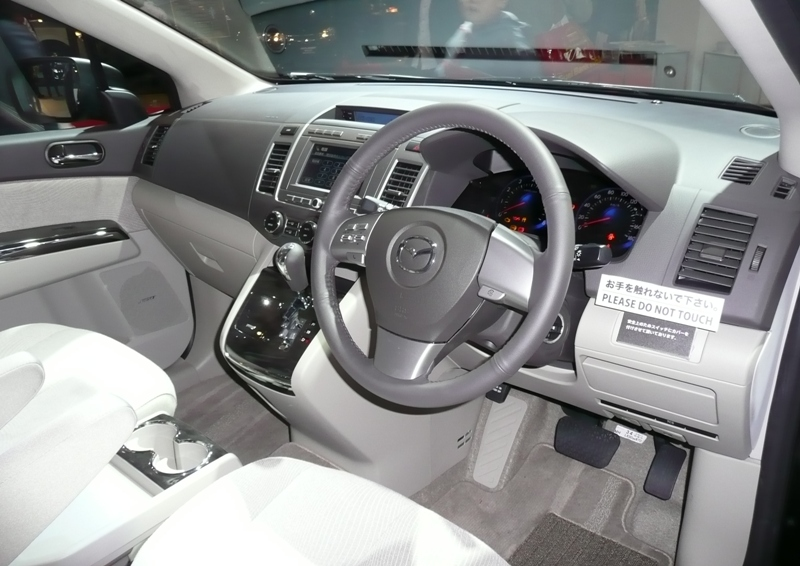
車内

## 車名の由来
MPV（Multi Purpose Vehicleの略でミニバンの同義語）

## 取扱店
- マツダオート店→アンフィニ店→マツダアンフィニ店（発売当初より）
- マツダ店（1997年頃より）
- マツダオートザム店（2004年より）

## 製造工場
- 宇品工場（広島県広島市南区）